# Киселёв, Николай Васильевич
Николай Васильевич Киселёв (1903—1983) — советский партийный и государственный деятель, первый секретарь Омского обкома ВКП(б) (1949—1951) и Ростовского обкома КПСС (1952—1960).

## Биография
Родился 26 апреля (9 мая по новому стилю) 1903 года в деревне Борнуки Городищенского уезда Пензенской губернии в крестьянской семье.
Член РКСМ/ВЛКСМ с 1919 года. В 1922 году окончил 9-летнюю школу в селе Заборовка Симбирской губернии. В 1922—1923 годах учился в педагогическом техникуме в Сызрани. Член РКП(б) с 1925 года. В 1928—1932 годах обучался в Академии коммунистического воспитания имени Н. К. Крупской.
- 1923—1925 гг.— инструктор, заведующий отделом уездного комитета РКСМ (Симбирская губерния),
- 1925—1926 гг. служил в РККА красноармейцем 32-го стрелкового полка в Ленинграде,
- 1926—1928 гг. был заместителем заведующего агитационно-пропагандистским отделом Сызранского уездного комитета ВКП(б) (Симбирская губерния),
- 1932—1933 гг. — помощник директора Академии Коммунистического Воспитания имени Н. К. Крупской,
- 1933—1936 гг. — редактор, начальник политического отдела, заместитель директора Тепло-Огарёвской машинно-тракторной станции (Московская область),
- 1936—1938 гг. — инструктор сельскохозяйственного отдела Московского областного комитета ВКП(б),
- 1938—1939 гг. — заведующий отделом науки и школ ЦК КП(б) Беларуси,
- до декабря 1939 г. — второй секретарь Полесского областного комитета КП(б) Беларуси и председатель Временного управления города Новогрудок,
- 1939—1940 гг. — первый секретарь Брестского областного комитета КП(б) Беларуси,
- 1940—1941 гг. — первый секретарь Белостокского областного комитета КП(б) Беларуси,
- 1940—1944 гг. — заместитель начальника Управления кадров ЦК ВКП(б),
- 1944—1947 гг. — второй секретарь ЦК КП(б) Беларуси,
- 1947—1949 гг. — инспектор ЦК ВКП(б),
- 1949—1951 гг. — первый секретарь Омского областного комитета ВКП(б),
- 1952—1960 гг. — первый секретарь Ростовского областного комитета ВКП(б)-КПСС,

До 1963 г. — советник в Совете Министров СССР (по другим данным — РСФСР).
Член ЦК КПСС (1952—1961). Депутат Верховного Совета СССР 2-5-го созывов. В 1945—1947 гг. — член Бюро ЦК КП(б) Беларуси.
С 1963 г. находился на пенсии, жил в Москве. Похоронен на Новодевичьем кладбище (8 участок, 26 ряд).

## Награды и звания
11 мая 1953 награждён орденом Трудового Красного Знамени, а 14 мая того же года — орденом Ленина (в связи с пятидесятилетием со дня рождения и за заслуги перед Советским государством).